# Luis Arce
Luis Alberto Arce Catacora (La Paz, 1963. szeptember 28. –) bolíviai politikus, 2020. november 8-ától Bolívia elnöke.

## Életpályája
La Pazban született 1963-ban, egy középosztálybeli családban. A baloldali nézeteket valló szülei tanárok voltak, apai ágon spanyol, anyain pedig ajmara származású. A fővárosban szerzett könyvelői diplomát 1984-ben, majd az ottani állami San Andrés Egyetemen (UMSA) közgazdászként végzett 1992-ben. Tanulmányai az angliai Warwicki Egyetemen folytatta, ahol az MSc képzést követően mesterfokozat szerzett, ugyancsak közgazdaságtanból. Tanulmányai után az Egyesült Királyságban, az Egyesült Államokban és Latin-Amerika különböző egyetemein tartott előadásokat, s eközben díszdoktori címmel is kitüntették. Több szakkönyvet és számos cikket jegyzett.
1987-től, majd húsz éven át dolgozott a bolíviai Nemzeti Bankban, ahonnan gazdasági és pénzügyminiszterré történt kinevezését követően jött el 2006-ban. Tagja volt a baloldali Evo Morales mindhárom kormányának. 2017-ben egy rövid időre távozott a tárca éléről, mikoris veserákot állapítottak meg nála, de felépülését követően újra elfoglalhatta bársonyszékét (2019).
A 2019-es elnökválasztást – a negyedik mandátumáért versenybe szálló, az országot 13 éven át vezető – Morales nyerte. Az ellenzék azonban csalással vádolta meg, tüntetések kezdődtek, melyek zavargásokba csaptak át, végül a hadsereg kihátrált az elnök mögül, aki az események hatására kénytelen volt lemondani és előbb Mexikóba, majd Argentínába távozni.
2020. október 18-án elnök- és parlamenti választásokat tartottak, melyen a Mozgalom a Szocializmusért (Movimiento al Socialismo, MAS) színeiben indult, s melyet meg is nyert, több mint 26 százalékponttal megelőzve a második helyen befutó, centrista Carlos Mesát. Ezzel – egyetlen kaotikus év után – a dél-amerikai országot 2006 és 2019 közt irányító MAS visszatért a hatalomba.
Juan José Zúñiga parancsnok 2024. június 25-én fegyveres erővel megpróbálta megdönteni Arce kormányát, aki a népet ellenállásra szólította fel. A tömegdemonstrációk hatására Zúñiga tábornok puccskísérlete kudarcba fulladt és őt magát is letartóztatták.